# Döllstädtstraße

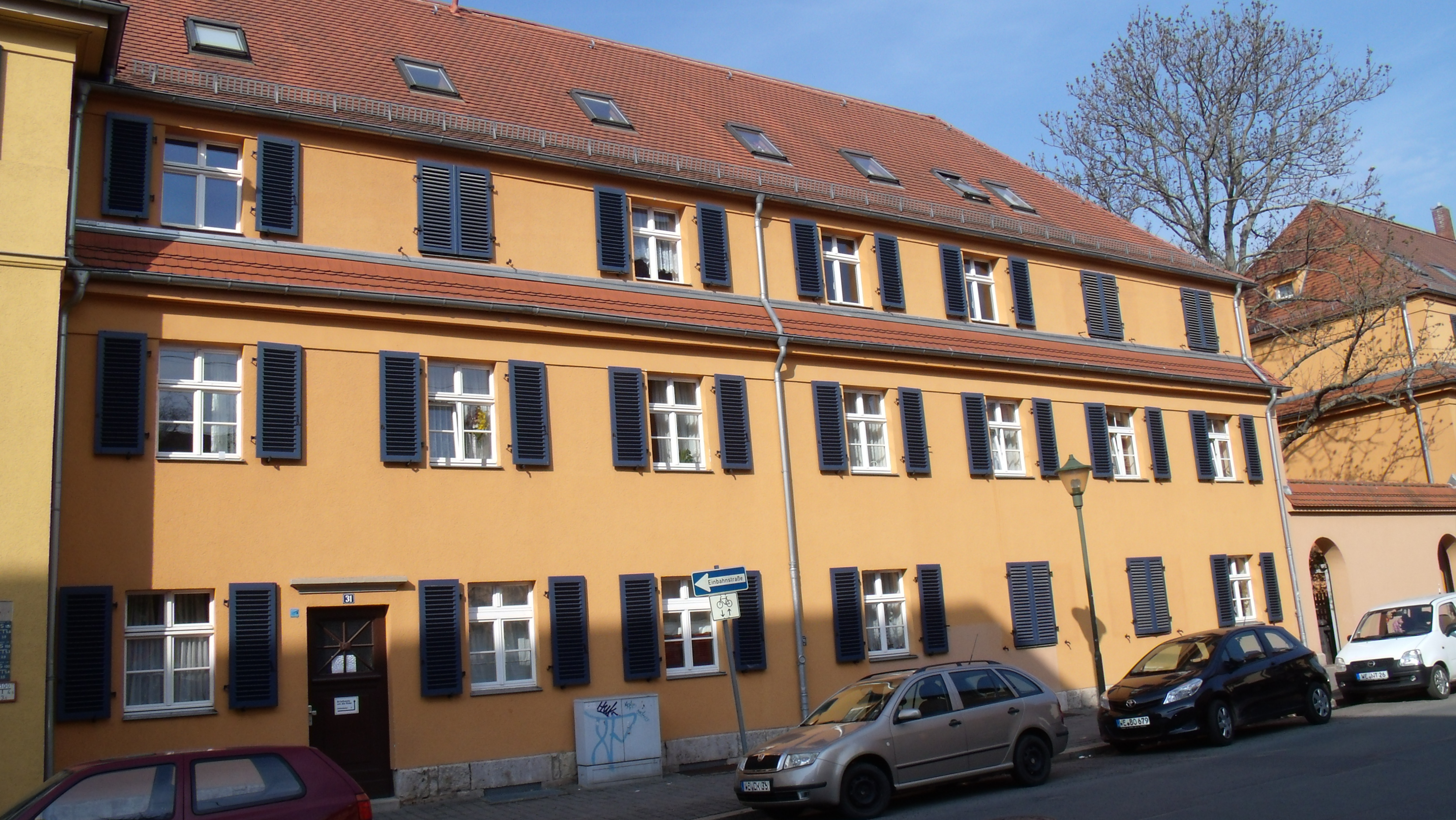
Wohnhaus Döllstädtstraße 31–33

Der Gemeinderatsvorsitzende und Kaufmann Louis Döllstädt wurde in der Weimarer Nordvorstadt 1910 mit einer Straße, die nach ihm Döllstädtstraße benannt wurde, geehrt. Zu dieser gehörte bis 2006 der Abschnitt Bad Hersfelder Straße. Sie führt von der Asbachstraße bis zur Florian-Geyer-Straße. Dazwischen kreuzt sie u. a. den Zeppelinplatz bzw. die Röhrstraße, und den Rembrandtweg.
Die Bebauung der Döllstädtstraße ist im Art-déco-Stil gehalten.
Die Döllstädtstraße steht mit mehreren Nummern auf der Liste der Kulturdenkmale in Weimar (Sachgesamtheiten und Ensembles). Außerdem stehen Gebäude der Döllstädtsraße auf der Liste der Kulturdenkmale am Zeppelinplatz in Weimar.